# Směska
Směska (v originále Mash-Up) je osmá epizoda amerického televizního seriálu Glee. Epizoda se poprvé vysílala na televizním kanálu Fox 21. října 2009. Scénář k epizodě napsal spolutvůrce seriálu, Ian Brennan a režírovala ji Elodie Keene. V této epizodě se snaží vedoucí sboru Will Schuester (Matthew Morrison) vymyslet mashup na svatbu svých kolegů Emmy (Jayma Mays) a Kena (Patrick Gallagher). Studenti Finn (Cory Monteith) a Quinn (Dianna Agron) zjistí, že již nejsou považováni za populární, zatímco se Rachel (Lea Michele) a Puck (Mark Salling) začnou sbližovat, stejně jako trenérka roztleskávaček Sue Sylvester (Jane Lynch) a místní moderátor zpravodajství Rod Remington (Bill A. Jones).
V epizodě zazní cover verze pěti písní. Studiové nahrávky tří písní byly vydány jako singly, jsou dostupní ke stažení a jsou obsaženy na albu Glee: The Music, Volume 1. Neil Diamond zpočátku nechtěl dát seriálu povolení pro svou píseň „Sweet Caroline“, ale hudební producent P. J. Bloom ho přesvědčil a Diamond nakonec chválil výkon Marka Sallinga v této písni. Epizodu sledovalo v den vysílání 7,24 milionů amerických diváků. Hudební vystoupení obdržela u kritiků smíšené reakce. Raymund Flandez, redaktor The Wall Street Journal, popsal epizodu jako „zlomový bod“ pro Glee a pochválil epizodu za rozvoj linií postav.

## Obsah
Školní fotbalový trenér Ken Tanaka a Emma Pillsburry požádají vedoucího sboru, Willa Schuestera, aby vymyslel mashup pro jejich svatbu s použitím písní „Thong Song“ a „I Could Have Danced All Night“ z My Fair Lady. Ken cítí, že by Emma byla radši s Willem místo s ním a proto dá fotbalistům, kteří jsou také členy sboru ultimátum- důležitý trénink přesune na stejný čas, jako je zkouška sboru a řekne fotbalistům, že pokud nepřijdou, nebudou pak moci hrát.
Mezitím Quinn a Finn pociťují, že už mezi ostatními studenty nejsou tak populární kvůli tomu, že Quinn otěhotněla a oba se stali členy sboru. Trenérka rozleskávaček Sue Sylvester se zamiluje do Roda Remingtona, jednoho ze svých spolupracovníků ze zpráv a najednou začne snižovat svoji averzi vůči Willovi. Nakonec ale vztah Sue s Rodem skončí, protože Sue zjistí, že ji Rod podvádí. Sue se chce vrátit opět do formy, a proto vyhazuje Quinn od roztleskávaček kvůli jejímu těhotenství. Puckovi jeho matka řekne, aby začal chodit s židovkou, a Puck se tedy rozhodne pro Rachel. Osloví ji, ale Rachel se ze začátku zdráhá a řekne mu, že potřebuje vedle sebe silného muže, který je schopen zpívat sólo. Proto Puck vystoupí s písní „Sweet Caroline“, což je jeho první sólo ve sboru a věnuje ho Rachel, čímž upevní jejich vztah. Nakonec se ale rozejdou, protože je Rachel stále zamilovaná do Finna a Puck do Quinn. Ken své ultimátum po rozhovoru s Finnem zruší a dovolí fotbalistům se vrátit do sboru.

## Seznam písní
- „Bust a Move“
- „Thong Song“
- „What a Girl Wants“
- „Sweet Caroline“
- „Sing, Sing, Sing (With a Swing)“
- „I Could Have Danced All Night“

## Hrají
- Dianna Agron – Quinn Fabray
- Chris Colfer – Kurt Hummel
- Jane Lynch – Sue Sylvester
- Jayma Mays – Emma Pillsburry
- Kevin McHale – Artie Abrams
- Lea Michele – Rachel Berry
- Cory Monteith – Finn Hudson
- Matthew Morrison – William Schuester
- Amber Riley – Mercedes Jones
- Mark Salling – Noah „Puck“ Puckerman
- Jenna Ushkowitz – Tina Cohen-Chang

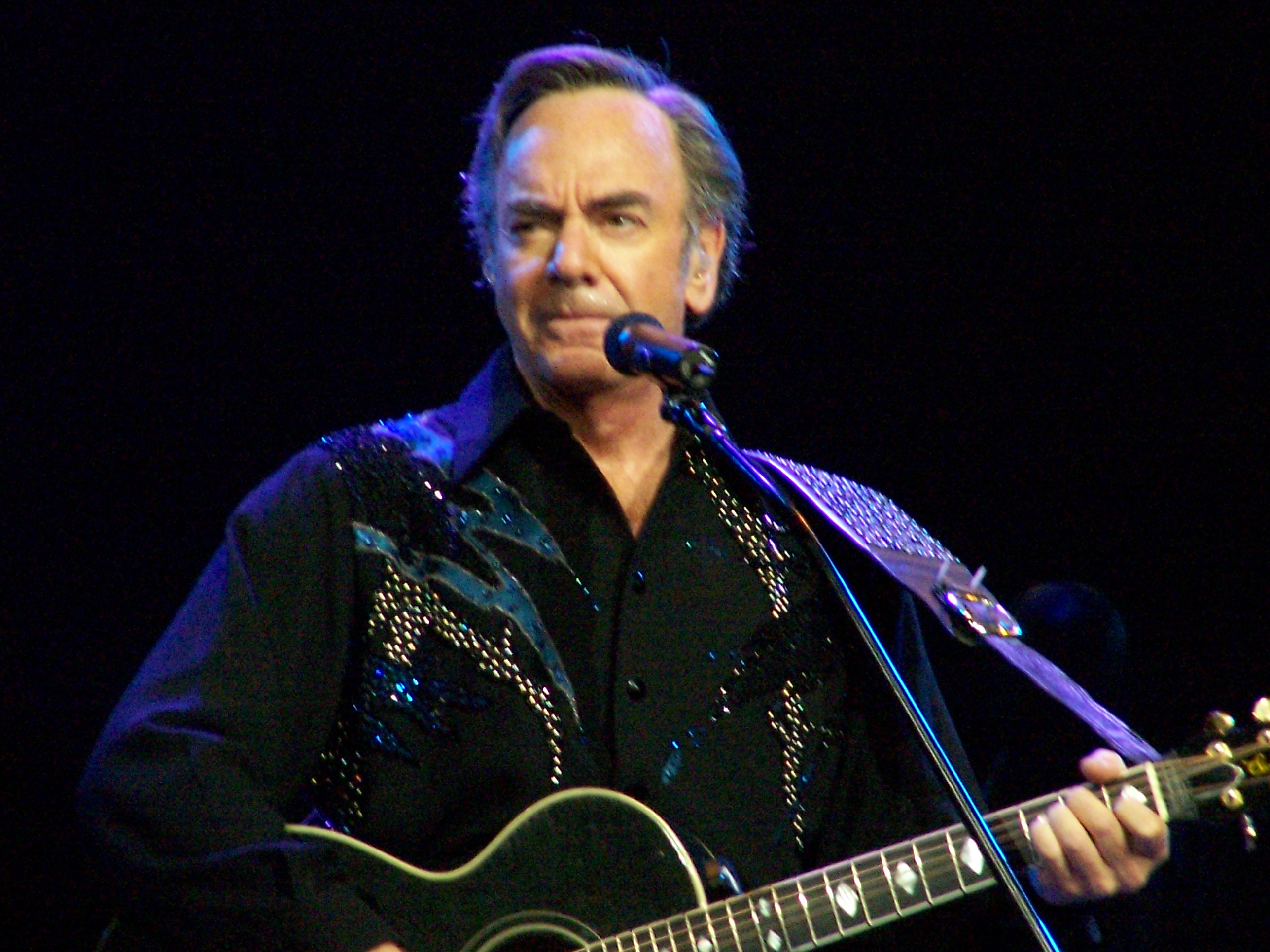
Neil Diamond nechtěl zpočátku dát seriálu svolení pro cover jeho písně „Sweet Caroline“, nakonec ale souhlasil a byl s cover verzí spokojený

## Natáčení
Epizodu napsal Ian Brennan a režírovala ji Elodie Keene. Vedlejší role, které se v této epizodě objeví jsou Brittany (Heather Morris), Santana Lopez (Naya Rivera), Mike Chang (Harry Shum mladší) a Matt Rutherford (Dijon Talton), sportovci Lipoff (Zack Lively), Dave Karofsky (Max Adler) a Azimo (James Earl), fotbalový trenér Ken Tanaka (Patrick Gallagher) a místní hlasatelé zpráv, Rod Remington (Bill A. Jones) a Andrea Carmichael (Earlene Davis). Gina Hecht v epizodě hostuje jako Puckova matka.
V epizodě zazní cover verze písní „Bust a Move“ od Young MC, „Thong Song“ od Sisqó, „ Sweet Caroline“ od Neila Diamonda, „I Could Have Danced All Night“ z muzikálu My Fair Lady a „What a Girl Wants“ od Christiny Aguilery. Instrumentální verze písně „Sing, Sing, Sing (With a Swing)“ od Louise Prima je použita ve scéně, kdy Will učí Sue, jak tancovat swing. Diamond zpočátku nechtěl seriálu půjčit svoji píseň „Sweet Caroline“, ale hudební poradce Glee, P.J.Bloom ho přesvědčil a Diamond byl poté z coveru, který nazpíval Mark Salling, nadšený.
Studiové nahrávky písní „Bust a Move“, „Thong Song“ a „Sweet Caroline“ byly vydány jako singly a jsou dostupné ke stažení. Píseň „Bust a Move“ skončila v hitparádách na 93. místě v USA a na 78. místě v Kanadě, zatímco „Sweet Caroline“ skončila na 34. místě v USA, 22. místě v Kanadě a 37. místě v Austrálii. Písně „Bust A Move“ a „Sweet Caroline“ jsou obsaženy na albu Glee: The Music, Volume 1, společně s písní „I Could Have Danced All Night“, která je na albu jako bonus.

## Ohlasy
Epizodu v den vysílání sledovalo 7,24 milionů amerických diváků. Se sledovaností 1,52 milionů diváků se stala v Kanadě 19. nejsledovanějším pořadem týdne. Ve Velké Británii sledovalo epizodu 2,053 milionů diváků na dvou různých televizních kanálech (E4 a E4+1), na obou stanicích se stala nejsledovanějším pořadem týdne a jedním z nejsledovanějších pořadů týdne na kabelové televizi.